# Krauth Technology
Die Krauth Technology GmbH (Eigenschreibweise in Kleinbuchstaben) mit Sitz in Eberbach ist ebenso wie die in derselben Branche tätige Almex eine Tochtergesellschaft der DuTech Holdings Ltd. aus Shanghai. Die Krauth Technology GmbH vertreibt seit den 1930er Jahren Systeme für Vertriebs- und Bargeldmanagement im ÖPNV, zumeist im deutschsprachigen Raum. Bis heute ist Krauth Technology ein Anbieter im Bereich Geldwechsler und Zahltische. Das Unternehmen wurde 1926 als Professor Alfred Krauth Apparatebau GmbH & Co gegründet und 2008 durch die Otto Nußbaum GmbH & Co. KG aufgekauft.
Heute sind ca. 150 Mitarbeiter an drei Standorten in Deutschland bei der Krauth Technology beschäftigt. Der Unternehmenssitz ist Eberbach, Deutschland.

## Geschichte
Das Unternehmen wurde in Düsseldorf von Alfred Krauth 1926 nach einer USA-Reise gegründet. Auf dieser Reise hatte Krauth einen Geldwechsel-Automaten der Straßenbahnschaffner kennen gelernt. Nach dieser Inspiration entwickelte und patentierte er den Galoppwechsler  der zunächst in Mittweida gefertigt wurde. Nach dem Zweiten Weltkrieg baute er seine Firma in Eberbach neu auf.
1950 übernahm der Ingenieur Otto Langkait die technische Leitung. Durch seine Erfindungen, technische Zeichnungen und Konstruktionen, konnten die Produktlinien weiterentwickelt werden.
1999 wurden die Firmen Professor Alfred Krauth Apparatebau GmbH & Co. KG, Printon Elektronische Drucksysteme GmbH (Tochterunternehmen seit 1998) und ART Automatisierung und Rechnertechnik GmbH (Tochterunternehmen seit 1999) in der Krauth-Unternehmensgruppe zusammengeschlossen, um Synergieeffekte durch die technischen Spezialgebiete der Unternehmen zu erzielen und gleichzeitig Entwicklungspotentiale besser nutzen zu können.
Nach weiteren Entwicklungen, wie zum Beispiel dem Fahrscheinautomat oder dem Elektronischen Fahrscheindrucker musste die Professor Alfred Krauth Apparatebau GmbH & Co. 2008 Insolvenz anmelden. Die anschließende Übernahme durch die Otto Nußbaum GmbH & Co. KG und Umfirmierung in Krauth Technology GmbH veränderte weder Unternehmensstruktur, noch Produktlinien, so dass die ÖPNV-Branche nach wie vor zum Kundensegment von Krauth Technology gehört.
Seit 7. Januar 2016 hat die Krauth Technology GmbH einen neuen Eigentümer und ist somit eine Tochtergesellschaft der DuTech Holdings Ltd. mit Sitz in Shanghai.
Im August 2016 erhielt Krauth Technology den Auftrag über die Produktion von Mautstellen- und Kassen-Terminals für das deutsche Mautsystem von der TollCollect GmbH, welche im Auftrag des Bundesministeriums für Verkehr und digitale Infrastruktur, die Einführung des deutschen LKW-Mautsystems auf Bundesautobahnen betreut.
Im Februar 2017 wurde ein vierjähriger Rahmenvertrag zwischen Krauth Technology und dem privaten Schienenverkehrsunternehmen Abellio GmbH über die Lieferung von 150 mobilen und 200 stationären Fahrkartenautomaten ab Juni 2019 geschlossen.

## Produkte

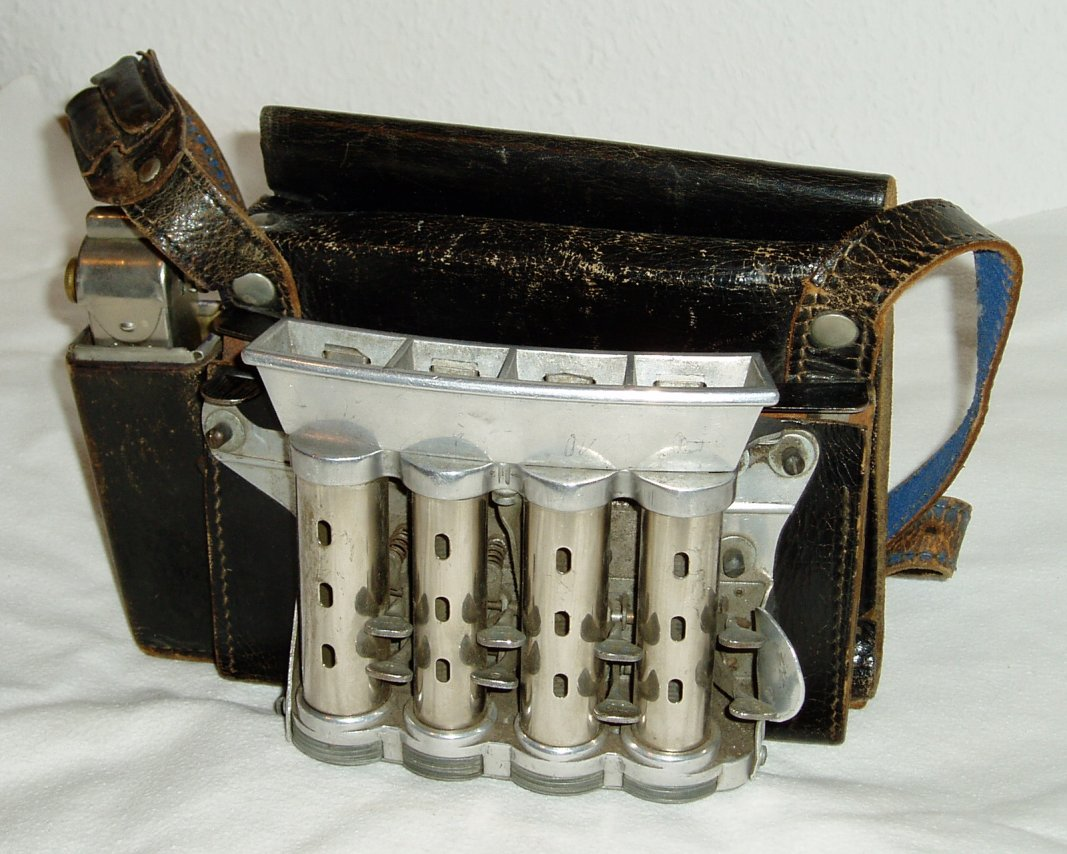
Schaffnertasche mit Galoppwechsler

Die bekannteste Innovation ist der patentierte, seit den 1930er Jahren produzierte Geldwechsler, auch Galoppwechsler genannt. Als Galoppwechsler werden manuell bediente Münzgeldwechsler für Schaffner bezeichnet.
Daneben stellt das Unternehmen aber auch folgende Produkte her:
- Fahrscheinautomat
- Elektronischer Fahrscheindrucker
- Vorverkaufsgeräte
- Einstiegskontrollsystem
- Mautautomaten